# Солыгаево
Солыга́ево — деревня в Михайловском сельском округе Волжского сельского поселения Рыбинского района Ярославской области .
Деревня расположена на правом берегу реки Иоды, в её нижнем течении недалеко от впадения реки в Черёмуху. Ниже по течению Иоды, к западу от Солыгаево, в непосредственной близости стоит деревня Конюшино, по её западной окраине проходит автомобильная дорога с автобусным сообщением из Рыбинска к центру сельского округа Михайловскому, стоящему на левом берегу Иоды. На этой дороге имеется мост через Иоду, к западу от него — устье Иоды. К северо-востоку от Солыгаево примерно в 1,5 км проходит железная дорога Рыбинск—Ярославль, а территория от деревни до дороги занята садоводческими товариществами .
На 1 января 2007 года в деревне числилось 25 постоянных жителя . Почтовое отделение, находящееся в селе Михайловское, обслуживает в Солыгаево 20 домов .